# Bergtjärnen (Mörsils socken, Jämtland, 703270-138642)
Bergtjärnen är en sjö i Åre kommun i Jämtland och ingår i Indalsälvens huvudavrinningsområde.